# Liste japanischer Gefangenenlager in den Weltkriegen
Diese Liste japanischer Gefangenenlager in den Weltkriegen verzeichnet die von japanischer Seite eingerichteten Kriegsgefangenen- (M) und Internierungslager (Z) während beider Weltkriege.

## 1914 bis 1920
Japan, damals Verbündeter der Briten, eroberte im November 1914 die deutsche Kolonie Kiautschou. Für die etwa 4700 Gefangenen, davon 4400 Deutsche und 300 Österreich-Ungarn, wurden folgende Lager eingerichtet. Bis Anfang 1920 bestehende sind mit * gekennzeichnet.
- Aonogahara* (ehem. Truppenübungsplatz, Präfektur Hyōgo), ab 20. September 1915, geschlossen 26. Januar 1920
- Asakusa (im Tempel der Sekte vom Higashi Hongan-ji), ab. 12. November 1914, Besatzung der Jaguar und des OMD; 7. September 1915 ins Lager Narashino verlegt.
- Bandō, Eröffnung 6.–9. April 1917, Zugänge aus Tokushima, Marugame und Matsuyama, bis Jahreswende 1919/20, offiziell geschlossen 8. Februar 1920.
- Fukuoka, 13. November 1914, belegt mit 850 Mann, bald fast nur noch Offizierslager, mit unter 100 Insassen. Verlegung der letzten Gefangenen nach Narashino 22. März 1918.
- Himeji, 323 Mann ab 14. November 1914; Besatzung der Kaiserin Elisabeth Insassen bei Schließung 19.–20. September 1915 nach Aonogahara.
- Korodai (Nebenlager von Kurume)
- Kumamoto, eröffnet 16. November 1914, 651 Mann. Verteilt über neun Tempelgebäude u. a. im Amida-ji, Saiko-ji und Kozen-ji. Aufgelöst 9. Juni 1915, Insassen nach Kurume.
- Kurume, Tempellager am 4. Oktober 1914 eingerichtet, dazu das Nebenlager Korodai, Jahresende 1914 gesamt 531 Insassen. Zusammengefasst zum neuerrichteten Barackenlager* am 8. Juni 1915. Höchstbelegung 1315 Mann.
- Marugame, eröffnet 16. November 1914, mit 324 Mann (2. und 3. Kompanie des III. Seebataillons), Insassen 1917 nach Bandō.
- Matsuyama, 3 Teillager, darunter Tempelgebäude Kokaidō, das letzte März 1917 geschlossen, Insassen aus den verschiedensten Truppenteilen, nach Bandō.
- Nagoya* eröffnet 21. November 1914 mit 309 Mann, spätere Höchstbelegung um 500. Bis 2. November Tempellager, danach neuerrichtetes Barackenlager (im Bezirk Akatsuka, heute Narumi-chō).
- Narashino* eröffnet 7. September 1915, auf ehemaligem Truppenübungsplatz in der Präfektur Chiba, Höchstbelegung 890 Mann.
- Ninoshima*, Insassen aus Osaka ab 19. Februar 1917, dazu später Nichtkombattanten. Offizielle Schließung 22. Januar 1920.
- Oita, zwei Teillager für Offiziere und Mannschaften (Matrosen-Artillerie), eröffnet 4. Dezember 1914 mit 141 Mann, Höchstbelegung 210. Verlegung nach Narashino am 4. August 1918.
- Osaka, eröffnet 10. November 1914, 537 Soldaten, etliche Zivilbeamte, Höchstbelegung Oktober 1916 ca. 660. 16.–19. Februar 1917 verlegt nach Ninoshima
- Shizuoka, ab 9./10. Dez. 1914, 107 Mann, verbliebene 97 am 25. August 1918 nach Narashino.
- Tokushima, ab 3. Dez. 1914, Höchstbelegung 210, Verlegung nach Bandō 6. April 1917.

Feindliche Ausländer, die bei Kriegsausbruch als Zivilisten im Lande lebten, wurden nicht interniert, hatten jedoch ihre geschäftlichen Tätigkeiten einzustellen. Während der sibirischen Intervention übernahmen japanische Truppen vorübergehend drei Lager mit Gefangenen, die von der Ostfront verschleppt worden waren.

## 1941 bis 1945
| Hinweis: Die Schreibung der Ortsnamen und englischen Unternehmensbezeichnungen folgt der damals üblichen. |

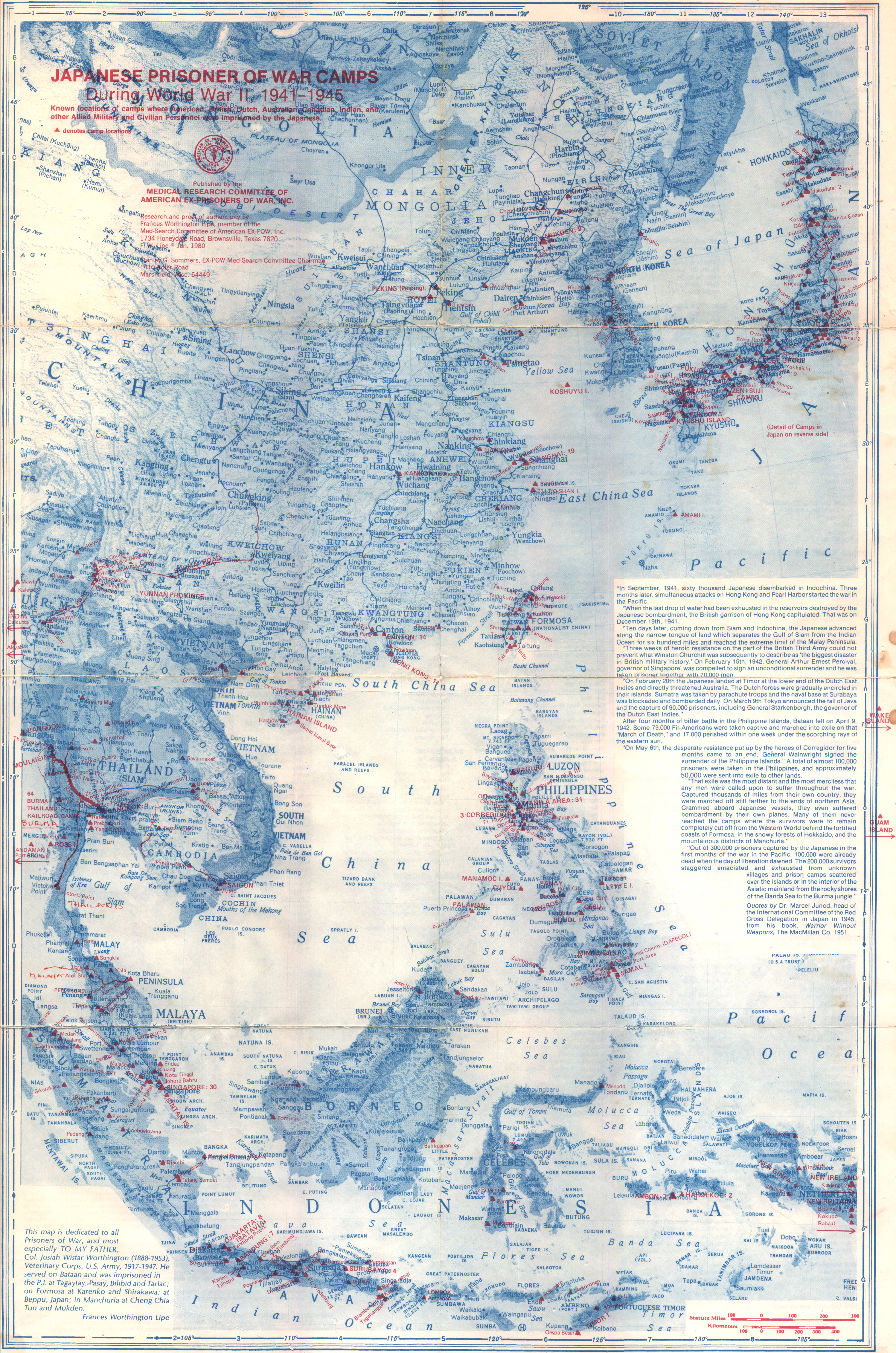
Übersichtskarte japanischer Lager während des Zweiten Weltkriegs

Es sind nicht sämtliche kleineren und Außenlager aufgeführt. Die Außenlager wurden während des Krieges immer wieder verlegt. Ebenso wenig sind Lager auf dem chinesischen Festland, in denen Chinesen untergebracht waren, aufgeführt.
Es wird geschätzt, dass insgesamt 320.000 alliierte Soldaten in japanische Hände fielen, die meisten in der ersten Jahreshälfte 1942. Davon waren 140.000 Europäer und 180.000 koloniale Hilfstruppen aus Indien, den Philippinen oder China. Viele der Asiaten wurden als Zwangsarbeiter über den ganzen japanischen Herrschaftsbereich verteilt eingesetzt. Für Weiße lag die Sterberate bis zur Kapitulation 1945 bei über 30 %. Statistiken für das US-Militär gehen von 34.648 Kriegsgefangenen aus, von denen 12.935 starben. Die Zustände in den Lagern, besonders in Südostasien, war Gegenstand zahlreicher Kriegsverbrecherprozesse in Singapur und Niederländisch-Indien. Die Todesrate für Zivilinternierte lag im Rahmen der normalen Sterblichkeit für die Tropen, stieg aber aufgrund der kriegsbedingten Unterversorgung ab Jahresmitte 1944 an. Insgesamt verstarben 3–5 % der Zivilisten.
Weiterhin genutzt wurden Militärkrankenhäuser, Polizei- und Kempeitai-Gefängnisse. In letzteren wurde besonders häufig abgeschossenes fliegendes Personal unter besonders harschen Bedingungen und bei halben Rationen untergebracht, da das Bombardieren von Städten nach dem Doolittle Raid als Kriegsverbrechen galt. Offiziere wurden üblicherweise zum Arbeitseinsatz gezwungen.

### Japanische Hauptinseln
Hokkaidō:
- Sapporo im Hauptquartier der Nordarmee, mit Außenlager Paramoshiri, Kurilen und auf Sachalin
- Hakodate-Quarantänestation (Hauptlager) bei Bibai-machi

Nebenlager von Hakodate:
- Akahira (ab 7. Juni 1945, für Sumitomo Mining)
- Ashibetsu (ab 7. Juni 1945, für Mitsui Mining)
- Kameda (13. März bis 7. Juni 1945 für die Hafenverwaltung Hakodate)
- Kamiiso (1. Oktober 1943 bis 7. Juni 1945, für Asano Cement)
- Otaru
- Muroran (Kamiso-machi Camp No. 73; 6. Dezember 1942 bis 15. Januar 1943)
- Nakajima (15. Januar 1943 bis 7. Juni 1945 für Nippon Steel)
- Nishi-Ashibetsu (ab 29. Juni 1945)
- Temiya Park Stadion
- Tomakomai
- Utashinai No. 2 und 3 (ab 1. Juli 1945 für Hokkaido Coal Mining)

Nördliches Honshū:
- Niigata (M, Außenlager von Tokio verwaltet, ab 20. August 1943, mehrfach innerorts verlegt; für Niigata Sea and Land Transportation)
- Akita (Towada-cho), katholische Kirche (Z), nach dem Verrat Badoglios 48 italienische Diplomaten und ihre Familien.
- Sendai (Z, ab 14. April 1945)
- Sendai (M, 11 Nebenlager in Industriebetrieben und Bergwerken)

Region Tokio (Kantō):
- Sugamo-Gefängnis
- Kawasaki: Sumire Jogaku-en (Z)

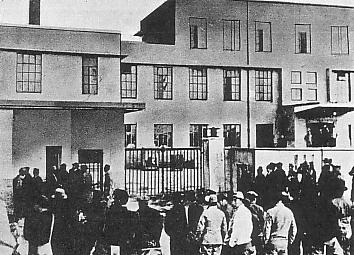
Sugamo-Gefängnis, Tokio (1945)

- Kamakura: Ōfuna-Kriegsgefangenenlager (ab 6. bzw. 7. April 1942)
- St. Francisco-Kloster (Surime; Z)
- Urawa (Z)
- Higashi-Shinagawa (M; Hauptlager 12. September 1942 bis 2. Juli 1943, verlegt nach Omori), ab 1. August 1943 noch Hospital
- Omori (M; Hauptlager ab 7. Februar 1942); Außenlager:
  - Ashio (ab 10. November 1943 innerorts verlegt 4. Juni 1945, für Furukawa Mining)
  - Hirooka: Kanagawa (M; ab 18. November 1942, für Kumagai-gumi)
  - Hitachi-Daoin (ab 12. Mai 1943, für Nippon Mining)
  - Hitachi-Motoyama (ab 5. März 1944, für Nippon Mining)
  - Kanose (ab 15. April 1944)
  - Kawaguchi (Juli 1945; Nippon Rolling Stock Manufacturing)
  - Kawasaki (M, 2 Außenlager ab 1942)
  - Nagaoka (M, ab 13. Mai 1945, für Nippon Express)
  - Naoetsu (M, 12. Juli 1942 bis Februar 1943, dann innerorts verlegt, Juli 1944 erneuter Umzug; für Shinetsu Chemical, Nippon Stainless u. a.)
  - Omi (ab 12. Mai 1943)
  - Sekiguchi
  - Sumidagawa (ab 1. Juli 1944, für Nippon Express)
  - Suwa (ab 4. Juni 1945)
  - Tsurumi (25. Dezember 1943 bis 15. April 1944 für Nippon Steel Tube Shipbuilding; ab 15. April 1944, für Toshiba Electric Co.)
- Yokohama
  - Kamioka-Gefängnis (Gummyoji; M)
  - Bund Hotel (Z)
  - mindestens vier weitere kleinere Außenlager von Tokio in Werften
- Yamakita (Kanagawa Race Course; Z)

Kansai und südliches Honshū:
- Aioshi
- Akenobe (No. 6 B)
- Funatsu
- Furashi
- Gifu: Nagara Hotel
- Fuse
- Harima (No. 29, Wakayama; Außenlager von Osaka: Chikko, 12. August 1942 bis 21. Mai 1945)
- Himeji
- Kamioka
- Kioto (3)
- Toyooka
- Tsuruga
- Yodagawa Bunsho
- Yonago
- Yura
- Kobe (Z)
  - Futatabi (etwa 5 Meilen außerhalb; Ex-patriates aus der Region und Zivilisten von Guam[6])
  - Eastern Lodge (Pago Camp No. 2)
  - Butterfield and Swire Res. (Pago Camp No. 3)
  - Seemannsmission (Pago Camp No. 4)
  - Untersuchungsgefängnis (Tashibana-chō)
  - Itomachi (sub-camp 11)
- Kobe (M, 7 Meilen westlich des Kako-Flusses)
  - No. 31
  - Kawasaki Heavy Industries (M; 8. Dezember 1942 bis 11. Mai 1945, Außenlager von Osaka: Chikko)
  - Militärhospital (10. Juli 1944 aus Osaka verlegt, bis 5. Juni 1945)
  - Koshian-Hotel
  - “Mark’s House” Ecke Yamamoto-dōri/Kitano-chō: ca. 40 Zivilangestellte (♂) der US Navy aus Guam, ab Oktober 1942; Lagerältester: Zahnarzt Stan MacNulty. Verlegt zu anderen am Futatabi im Mai 1944.[7]
  - Suzurandai
- Nagoya (Z, ab 5. April 1945, am 14. Mai 1945 innerorts verlegt)
- Nagoya-Tempakumura (Z), als „unzuverlässig“ geltende italienische Zivilisten, ab September 1943, darunter Fosco Maraini[8]
- Nagoya-Ishigase, Ishino-mura im Kosai-ji (広済寺), 15 Italiener (Z)
- Nagoya (M), 3 Hauptlager mit mehreren Außenstellen in Industriebetrieben
- Osaka
  - Honmaji (Militärgefängnis)
  - Ichioka-Hospital (5. Oktober 1942 bis 10. Juli 1944, dann nach Kobe verlegt)
  - Sakai-Gefängnis
- Osaka: Chikko (M) Hauptlager, mit mehreren Nebenlagern in Industriebetrieben, dem auch einige Außenlager in Kobe unterstanden, u. a.:
  - Amagaseki (20. Januar 1943 bis 17. Juni 1945 für Otani Heavy Industries)
  - Hirohata (10. Mai 1942 bis 15. September 1943, dann lokal verlegt; für Nippon Steel)
  - Minato-ku
  - Naruo (1. Februar bis 29. Mai 1945, für Shō Denkyoku)
  - Notogawa (18. Mai bis Juli 1945)
  - Oeyama (ab 20. August 1943 für Nippon Yakin Kōgyō)
  - Rokuroshi (Lager für Offiziere, die teilweise als Gärtner eingesetzt wurden, 10. Juni 1945)
  - Sakurajima (ab 20. Januar 1943 bis 18. Mai 1945 in der Hitachi-Werft), mit Nebenlager in der Ichioka-Schule
  - Sumiyoshi-ku
  - Umeda Bunsho (22. November 1942 bis 21. Mai 1945, für Nippon Express)
  - Wakayama (5. November 1943 bis 29. März 1945, für Sumitomo Metal)
  - Wakinohama (1. Februar bis 21. Mai 1945)
  - Yodogawa (22. November 1942 bis 21. Mai 1945, für Yodagawa Steel)

Kyūshū (alle M, verwaltet von Fukuoka):
- Aokuma (No. 22)
- Arao
- Beppu
- Emukae (No. 24, für Sumitomo Coal Mining ab 15. Januar 1945)
- Fukuoka (Z; 1. Januar 1943 bis 19. Juni 1945);
- Fukuoka (No. 1 B; M, 17. April 1944 bis 20. Januar 1945)
- Futase (No. 7, Arbeit für Nitettsu Mining ab 15. Mai 1943)
- Hakozaki (Nebenlager von Fukuoka 1 B, Pine Tree Camp)
- Higahsi-Misome
- Honami (No. 22; für Sumitomo Coal Mining ab 15. Januar 1945)
- Iizuka
- Inatsuki (= Yamano; Arbeitseinsatz für Mitsui Mining, ab 10. März 1943)
- Innoshima
- Kashu (Kashii; 20. November 1943 bis 17. April 1944)
- Keisen (No. 23; Hirayama-Kohlenbergwerk für Meiji Mining ab 4. August 1944; No. 26 Yoshikuma-Kohlenbergwerk für Aso Mining ab 10. Mai 1945)
- Kokura (No. 3, Arbeit für Nippon Steel, ab 15. Dezember 1943)
- Kokura-Militärhospital
- Kaserne von Kumamoto (No. 1; Bau des Kengun-Flugplatzes 28. November 1942 bis 20. November 1943)
- Kudamatsu (13. Oktober 1943 bis 3. Juni 1945; für Hitachi Manufacturing)
- Miyata (No. 9; Kajima-onoura Coal Mining ab 12. April 1943)
- Moji (No. 4 und Krankenhaus; für Hafenbehörde Kanmon ab 28. November 1942)
- Motoyama
- Mukoshima
- Nakama (No. 21; Kohlenbergwerk der Taishō Coal Mining, ab 15. Juni 1944)
- Nagasaki, 884 Alliierte in zwei Lagern Koyagi Camp (Fukuoka 2-B; auf der Insel im Hafen) und „Nr. Fukuoka 14-B“ in der Mitsubishiwerft (in Saiwamachi, Urakami; 315 M, 113 verstorben vor 9. August 1945, 7 Atombombenopfer, bei Kriegsende 152 Niederländer, 24 Australier, 19 Briten), 1,7 km vom Zentrum der Atombombenexplosion,[9] 24 (Senryu) und im ehem. Franziskanerkloster, Shiroyama (Z)
- Ohama
- Omine (= Soeda; Fukuoka No. 5; Arbeit im Kohlenbergwerk für Takamatsu Coal Mining ab 22. April 1943)
- Omuta (No. 25; ab 29. September 1944)
- Omuta-Miike (No. 17; Miiki-Kohlenbergwerk von Mitsui, ab 10. August 1943)
- Saganoseki (Raffinerie; 8. September 1944 bis 20. Juni 1945)
- Sasebo (No. 18; Bau des Soto-Staudamms, 10. August 1943 bis 17. April 1944[10])
- Tagawa (No. 27; für Mitsui Mining, ab 10. Mai 1945)
- Tanoura (13. Oktober 1943 bis 4. Juni 1944, für Tokai Denkyoku)
- Tobata
- Yawata (Fukuoka No. 3, Arbeit für Nippon Steel, 23. September 1942 bis 15. Dezember 1943)

Region Hiroshima:
- Hiroshima (Z; ab 13. April 1945)
- Hiroshima (M)
  - Mukaishima (ab November 1942 für Briten, die auf der Dainichi Maru transportiert worden waren. Später kamen noch 116 Amerikaner hinzu.)
  - Kure-Marinegefängnis
  - Zentsūji, mit etwa 10 Außenlagern

Sonstige:
- Shimonoseki-Quarantänestation
- Besshi-Sumitomo-Krankenhaus

Dazu kamen noch die Sondergefängnisse der Militärpolizei Kempeitai, in denen abgeschossene Flieger als Kriegsverbrecher unter besonders harten Bedingungen gehalten wurden.

#### Koreanische Halbinsel
Die Halbinsel heißt auf Japanisch Chōsen.

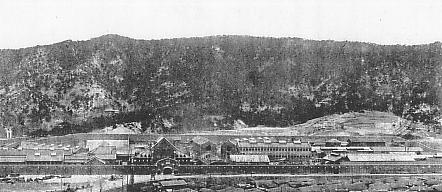
Seidaimon-Gefängnis in Fuzan (ca. 1924)

- Repho (M; bei Heijō 平壊)
- Keijō (京城, heute Seoul) 3 Lager[11]
- Konan (nahe Heungnam)
- Rempo (nahe Heungnam)
- Seishin (heute: Chŏngjin)
- Seidaimon-Gefängnis, Pusan
- Jinsen (= Inchon POW Camp) (M)
- Ryuszan
- Insel Koshuyu

#### Formosa
Die Insel bezeichnete man während japanischer Herrschaft als Tōnei.
- Keelung (基隆)
- Taihoku (No. 1, 2, 3, 4, 5 (Muksaq) und 6; 台北, heute: Taipeh) sowie im örtlichen Gefängnis
- Kinkaseki
- Muksan
- Karenko
- Tosei
- Taichu (heute: Taichung)
- Tamazato
- Heito (nahe Pingtung)
- Takao
- Shirakawa (bei Chiayi)
- Inrin, 2 Lager, davon eines zur Rekonvaleszenz (Inrin)

### Chinesisches Festland
Chinesische Wehrpflichtige, wurden, sofern sie nicht in den ersten Wochen der Gefangenschaft niedergemacht wurden, meist nach wenigen Wochen oder Monaten „in die Heimat“ entlassen.
- Insel P’u T’o Shan (heute: Putuoshan; Chusan Archipel)
- Insel Tinghai (heute: Zhoushan; Chusan Archipel)
- Nanking
- Yangchow (heute: Yangzhou)
- Kankow (Z; heute: Wuhan)
- 7 Lager auf der Insel Hainan, viele Insassen waren indische Kolonialtruppen, die der Regierung Wang Jingwei zur Zwangsarbeit überstellt wurden.
- Dairen (Pt. Arthur)
- Chin Hua (heute: Qinhuangdao)
- Peiping (heute: Peking)[12]
  - Britische Botschaft und amerikanische Gesandtschaft, beide nach Abzug der Diplomaten leer. Seit 15. Mai 1945 inhaftierte man bisher auf Ehrenwort in Freiheit befindliche. Es gab chinesische Dienstboten. Es gab tagsüber Ausgang, die Versorgung erfolgte auf eigene Rechnung. Die Schweizer Botschaft zahlte monatlich einen Zuschuss zu den Lebenshaltungskosten aus.
  - Camp 1407
  - Fu Jen Girls’ Middle School (heute: 輔仁大學): 7 Nonnen
  - Likuani Kisu-Kloster (“Christ the King Convent”), 77 Nonnen, im Nebengebäude weitere 25 niederländische Nonnen.
  - San Tiao Mutung-Kloster («Maison du Sacré Cœur», nahe Morrisson St.), 29 Nonnen
  - Scheut Mission, 64 Geistliche
  - "Tai Ping T’sang"-Kloster

Diplomaten im Sommer 1942 ausgetauscht, zahlreiche Zivilisten ab März 1943 nach Weihsien. Den Geistlichen standen vielfach chinesische Dienstboten zur Verfügung.
Kanton:

Insgesamt 14 Lager in Kanton und Umgebung, flussaufwärts Pakkai und Chueng Fang. Alliierte Zivilisten wurden zunächst nicht interniert. Erst Mitte März 1942 brachte man viele in das Victoria Hotel auf Shameen. Erste Verlegungen auf das Gelände der Oriental Mission (Pokong, Flussinsel Honam) erfolgten am 1. Februar 1943. Viele Missionare, sechs schulpflichtige Kinder und konsularische Polizei, auch aus dem Camp Haiphong Rd. Shanghai Verlegte. Etwa die Hälfte der Insassen wurde 1943 im Austausch repatriiert. Bis April 1944 gab es Barzuschüsse zum Lebensunterhalt, befreit am 30. August 1945.
Yünnan:
- Chaiotoukai
- Huangsikan
- Lungling
- Mangshih
- Shangkiakai
- Teng Chung

Sonstige:

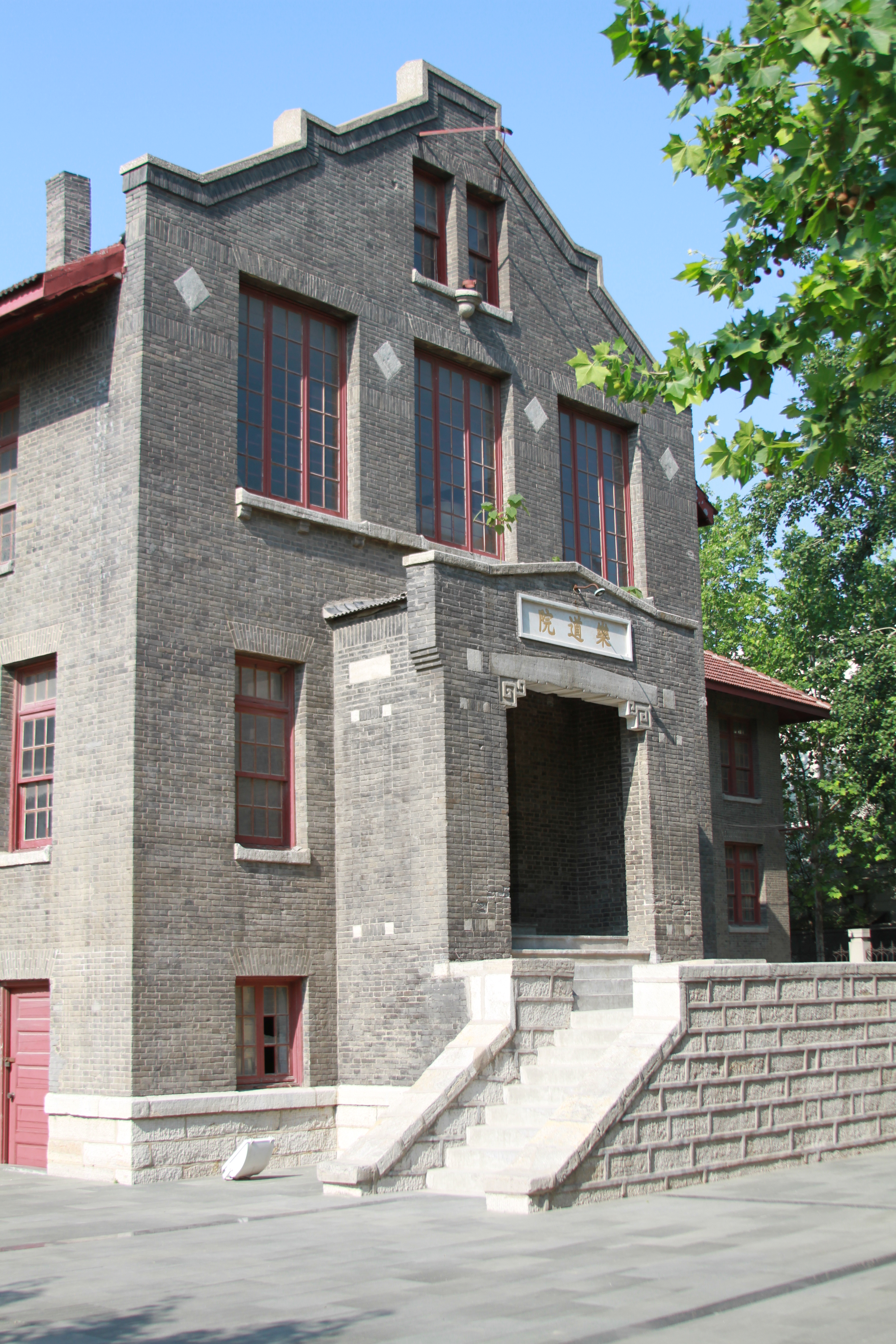
Gebäude im ehemaligen Lager Weihsien (2010)

- Cheefoo (Z), 239 Mitarbeiter und Familien der China-Inland-Mission in ihrer Schule (ca. 200 Kinder). Verlegung auf das Gelände der Presbyterianischen Mission (am Temple Hill) Anfang November 1942. Ab März 1943 kommandiert vom Chef der japanischen konsularischen Polizei Kodama, der für ausreichend Verpflegung sorgte und Preistreiberei verhinderte. 4 Yüan Kostgeld täglich, Strom und Heizung mussten von den Insassen bezahlt werden. Im Herbst 1943 Verlegungen per Dampfer nach Weihsien.[12]
- Weihsien (Z; 潍县集中营). Zivilisten aus Peking (ca. 300), Tientsin und Tsingtao (je ca. 800) wurden hier ab März 1943 zusammengeführt. Auf dem weitläufigen Gelände der presbyterianischen Mission. Unter anderem 180 Nonnen und 340 Missionare. Befreit durch Fallschirmspringer des OSS, im Laufe September/Oktober 1945 aufgelöst.[13]
- Yanchow (Z)
- Tsingtao (Z), ab 27. Oktober 1942 im Hotel Iltis Hydro. Anfangs 147 Inhaftierte, 16 Philippinos und Iraner im Dezember freigelassen. Monatlich 120 Yüan Kostgeld. Verlegung nach Weihsien am 20. März 1943.
- Kinhua
- Tientsin
- Yangchow (Kiangsu): Civil Assembly Centre, drei Lager unterteilt in A (im Südwesten), B (vormalige Julia Mackenzie Memorial School) und C (American Episcopalian Boys' School, im Nordosten. 673 Insassen, dazu ab November 1944 38 Belgier). A (1355 Insassen, meist Briten) und B (382 Insassen) geschlossen im September 1943. Befreiung des Lagers C am 3. September 1945.

#### Shanghai
Mehrere hundert Zivilisten repatriierte man, meist amerikanische Frauen und Kinder. Sie wurden nach Verhandlungen im Juni 1942 ausgetauscht und reisten an Bord der italienischen TSS Conte Verde bzw. der Asama Maru, die von Yokohama kommend über Hongkong auch Briten und Diplomaten evakuierte. Es folgte eine weitere Evakuierung im Herbst mit Kamakura Maru und Teia Maru. Insgesamt 19 Lager im Stadtbereich, neun im Umland (die folgenden alle Z):
- Ash Camp, ab 1. März 1943, ehemalige britische Kaserne, 65 Great Western Rd. Meist Angestellte des Shanghai Municipal Council.
- Chapei, an der Chung San Rd. etwa 10 km vom Stadtzentrum auf dem ehemaligen Gelände der heutigen Pädagogischen Universität Ostchina. Geplant als amerikanisches Lager von der American Relief Organisation. Verlegung der Insassen von Yangchow A und B in dieses Lager im September 1943. Dazu kamen Priester und Nonnen aus Hankow und Soochow sowie britische Männer aus Pootung. Geschlossen im August 1945, Verlegung in die Lincoln Ave.
- Columbia Club (= Camp 3), 301 Great Western Rd. Meist Internierte aus dem Landesinneren, im Sommer 1943 hoffnungslos überfüllt. Verlegung in das Yuyuen Road Camp am 27./28. April 1945.
- Jessfield: China University
- Great Western Road
- 372 Haiphong Road, ab 5. November 1942, ehemalige Kaserne des 4th Marine Regiment. Kommandant Oberst Ōdera. Meist von der Kempeitai verhaftete „wichtige“ Ausländer, wie Angestellte der Stadtverwaltung (SMC) und Polizisten. Griechische Seeleute. Am 8. Juli 1945 Verlegung nach Fengtai (4-tägige Bahnfahrt). Ein am 15. August geplantes Massaker fand nicht statt, am 19. Umzug nach Peking, Verbliebene ab 6. September im dortigen Grand Hotel. Transport der Amerikaner am 6. Oktober an Bord der USS Lavaca nach Shanghai.
- Lincoln Avenue, ab 19. Juni 1944 für all diejenigen, die bisher auf Ehrenwort nicht interniert waren, dazu ab 28. Juni „Alte, Blinde und Lahme,“ insgesamt rund 300 Personen. 14 Häuser – 1937 verwüstet – ursprünglich für Angestellte der Central Bank of China. Todesrate bis zur Schließung im Februar 1946 8 %.
- Lughuwa, knapp 13 km südwestlich der Stadt an der Minghong Rd., 1½ km westlich des Flusses Huángpǔ.
- Pootung, ab 31. Januar 1943, alleinstehende Männer oder Verheiratete mit chinesischen oder „neutralen“ Ehefrauen. Abbruchreifes Fabrikgebäude der British American Tobacco. 154 Insassen repatriiert auf der Teia Maru. Neuzugänge aus den geschlossenen Yangchow A und B.
- Yuyuen Road, SMC Western District Public School. Über 2000 Insassen. Verlegung ab 28. April 1945 in die 41 Ningkuo Rd., dann auch Columbia Country Club und Sacred Heart Hospital.

Aus ganz China zusammengetriebene katholische Priester und Nonnen wurden bis September 1945 in der französischen Konzession, Bezirk Zikawei, in den Klöstern 141 Av. Dubail oder 622 Av. Joffre untergebracht.

### Hongkong

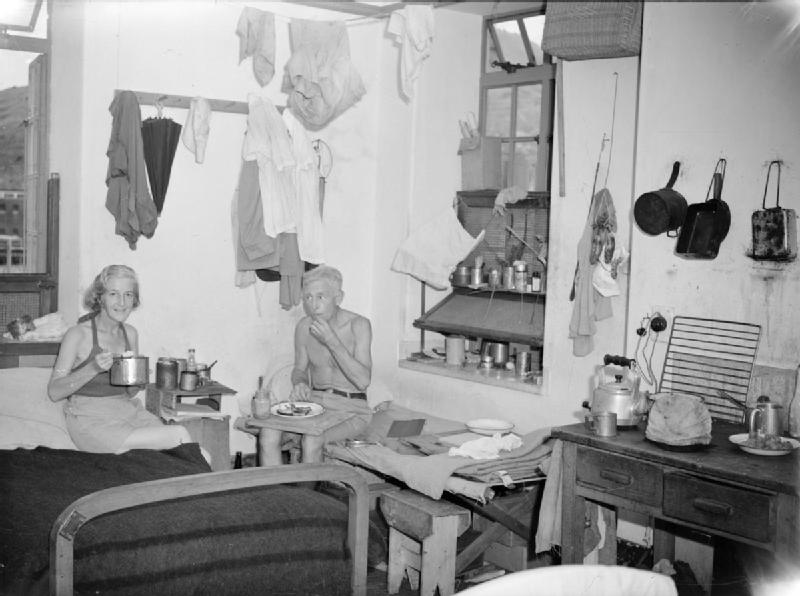
Zimmer, normalerweise für 7 Insassen, im Camp Stanley

Hongkong stand zwischen 1841 und 1997 unter britischer Verwaltung. Die Kriegsgefangenenlager waren alle in Kowloon, insgesamt bestanden zwölf Lager, u. a.:
- Argyll St.: Camp N
- Bowen Road Hospital: Camp A
- French Hospital: Camp B
- Mau Tau Chung (Kowloon)
- North Point Camp, meist kanadische Insassen
- Sham Shui Po: Camp S
- Stanley (赤柱拘留營) (Z; Februar 1942 bis August 1945). 27 Gebäude des St. Stephen’s College, in einer vom Roten Kreuz im Dezember als „wundervoll“ beschriebenen Umgebung. Den meist der wohlhabenden Oberklasse der Kolonialherren entstammenden Insassen erschien das Lager (8–12 Personen pro Klassenzimmer) hoffnungslos überbelegt. Wasser war rationiert. Getreu britischer rassistischer Ideologie separierte man Inder in eigenen Wohnblocks. Amerikanische Insassen repatriierte im Sommer 1943 die Asama Maru, sechzig Kanadier gelangten auf die Teia Maru. 173 Insassen brachte man am 10. August 1945 auf einer Dschunke ins Lager Mau tau Chung. Befreit am 30. August.[12]

### Mandschukuo
- Mukden (heute: Shenyang)
  - Fushun (Z)
  - Gebäude der HSBC, ab 12. Dezember 1942, meist Geschäftsleute
  - Hoten (M): Hauptlager (17. August 1945: 280 Offiziere, 1038 Mann), Nordlager im US-Konsulat und 4 Außenlager in Fabriken
  - Mukden Club (Z), ggü. dem Standard Oil-Gebäude an der Naniwa Rd. 35 Missionare
  - Militärkrankenhaus
  - Peiling (Z)
- Kobanhashi (Dairen)
- Sian Changchung (Hsinking – Seihan)
- Ssupingkai, beim Südtor (Z), später ins nahe Shihei. 58 Kanadier und zwei amerikanische Priester. Später noch 33 Belgier und vierzig kanadische Nonnen. Abgelegen im Priesterseminar, täglich 1½ Yen Kostgeld, keine Post bis Dezember 1944.[12]

### Pazifikinseln
- Gaspan, Babelthuap, Palau
- Babelthuap Camp, Palau
- Koror, Palau
- Wake, die Ermordung von 93 Angestellten der Pan Am 1943 wurde im Kriegsverbrecherprozess gegen Saikaibara Shigematsu gesühnt.
- Agana, Guam
- Saipan

Kleinere Lager, deren Insassen im Kriegsverlauf andernorts überstellt wurden, bestanden auf vielen Inseln.

### Neuguinea
- Teninbaubau, (auf Bougainville). Alle 517 britischen Artilleristen, die beim Bau des Ballale-Behelfslandplatzes eingesetzt wurden, starben, davon wurden 436 nachweislich massakriert.[14]
- Kavieng (Neu-Irland), 2 Lager
- Rabaul (Neu-Britannien)
- Kokupo (Neu-Britannien)
- Bita Paka (Neu-Britannien)
- Manokwari
- Prafi River Camp
- Wirringgi (bei Kaimana)
- Windehai
- Region Vogelkop: Pasanggrahan in Manokwari (alle Niederländer, Z), Juni 1943 verlegt nach Ambon ins STOVIL Camp.
  - Kasernen von Prafi und Hatam. Juni bis November 1944, 900 Z, es verstarben 400.
  - Hollandia bzw. Joka, Februar bis April 1944, etwa 100 Missionare und Familien; Überlebende eines alliierten Bombardements von 200, die aus dem australischen Teil der Insel evakuiert worden waren.

### Birma
- Maymyo (Z)
- Rangoon Jail, (heute: Yangon) (M; bis 29. April 1945)
- 64 Lager entlang der Thailand-Burma-Eisenbahn (alle M) von denen einige auf siamesischem Territorium lagen, z. B. Sonkrai und Kanchanaburi

### Thailand
- Tonchin, (Thailand) (M)
- Ubon
- Sukotthai
- Bangkok (Z, darunter auch Niederländer)

### Indochina
Französisch-Indochina wurde 1941 von den Japanern besetzt. Bei Kriegsende fanden sich auch einige australische und niederländische Soldaten in Gefangenschaft in Indochina. Folgende Lager bestanden vor März 1945:
- Savannakhet (Laos)
- Phnom Penh (Kambodscha)
- Battambang, Kambodscha
- Saigon, 7 Lager
- Mȳ Tho, (südl. Saigon)
- Flughafen Gialan, Hanoi
- Haiphong

Bei der Operation Meigō am 9./10. März 1945 entwaffneten die Japaner den Großteil der rund 93.000 Militärpersonen. Die weißen Soldaten wurden überwiegend in ihren Kasernen festgehalten. Nur etwa 5700 Mann kämpften sich bis August 1945 nach China durch. Dies waren fast alles Fremdenlegionäre des 5. Régiment d’Infantrie Coloniale. Nur ein kleiner Teil der französischen colons, im Wesentlichen die Beamtenschaft, mit etwa 8000 Zivilisten wurden dauerhaft interniert. Die gefangenen französischen Soldaten im Süden wurden von den einrückenden Briten am 23. September befreit, nachdem sie zahlreich in Saigon betrunken randaliert hatten, noch einmal bis 26. eingeschlossen. Die etwa 120 in Vientiane Internierten, darunter einige Niederländer, wurden bereits vor dem 18. September 1945 nach Thailand evakuiert.

### Philippinen
Die letzten amerikanischen Truppen kapitulierten im Frühjahr 1942. Eingeborene Mannschaftsdienstgrade wurden nach kurzer Gefangenschaft häufig entlassen, teilweise auch als Gendarmen eingesetzt.

#### Internierungslager für Zivilisten
- Baguio
- Santo Thomas University
- Los Baños[15]
- Iloilo
- Cebu
- Bacolod
- Davao

#### Kriegsgefangenenlager
Region Manila:
- 31 Lager, häufig in Krankenhäusern und Armeebasen

Luzon:
- Camp John Hayes (M)
- Camp Holmes (M)

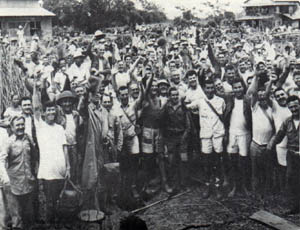
Aus Cabanatuan befreite Kriegsgefangene feiern am 30. Januar 1945.

- Camp O’Donnell, meist für Gefangene des Todesmarsch von Bataan, Amerikaner kamen bald nach Cabanatuan, Filipinos Ende 1942 entlassen. Es starben etwa 2.200 Amerikaner und 27.000 Filipinos dort.[16]
- Cabanatuan (Luzon), ehemals Kaserne der 1st Philippine Division; drei Einzellager: Camp 3, ab 26. Mai 1942 für Gefangene von Bataan, geschlossen im Oktober 1942. Camp 2 wegen Wassermangels nur kurzzeitig belegt. Camp 1 war das Hauptlager, im Laufe des Jahres 1944 wurden Arbeitsfähige nach Japan verlegt. Bei der Befreiung am 31. Januar 1945 noch etwa 500 Insassen.[17]
- Tagbilarán (auf Bohol; M)
- Ft. Hughes (auf Caballo; M)
- Cebu City
- Ft. Mills (Corregidor; Camp No. 7; M)
- Malinta Tunnel Hospital (Corregidor; M)
- 92nd Garage (Corregidor; M)
- Insel Cuyo
- Ft. Drum (auf El Fraile)
- Taclobán (auf Leyte; M)
- Bacolod (auf Negros)
- Puerto Princessa (auf Palawan)
- Iloilo City (auf Panay)

Mindanao:
- Davao Straflager (DAPECOL)
- Davao (im Hafen)
- Lasang
- Malabalay
- Flugfeld Sasa
- Zamboanga

verschiedene weitere kleinere, vorübergehende Lager, besonders Anfang 1942.

### Niederländisch-Indien
In der Kolonie wurden vor allem Zivilisten interniert, etwa zu gleichen Teilen Männer, Frauen und Kinder.
Borneo (zusammen 50 Haftorte):
- Balikpapan
- Banjarmasin (1942 M Niederländer, später nach Batu Lintang)
- Jesselton (Z; ab 16. Mai 1942)
- Batu Lintang, Kuching (Z, M). Ab August 1942 bis Kriegsende Hauptlager der Armee, die den ehem. britischen Teil der Insel verwaltet. Außenumfang des Zauns 8 km. Teillager für australische Soldaten; britische Offiziere; britische Mannschaften; Indian Army (in der ehem. Kaserne); kath. kirchliches Personal; niederländische Männer (Z); Frauen und Kinder. Z: im Januar 1943 94 Männer und 266 Frauen (davon 179 kath. Nonnen) (Brit. Sarawak)
- Miri. Von 1250 Gefangenen (meist Briten, auch Zivilinternierte) starben 592; fast alle an Hunger oder Mangelkrankheiten.
- Pontinak
- Sandoekan (= Sandakan) / 1945 nach Ranau: eingerichtet 20. Januar 1942 auf der Insel Berhala, vormals Lepra-Kolonie, Z Frühjahr 1943 nach Batu Lintang). Am Festland auf einer landwirtschaftlichen Versuchsstation (M, mehrfach Zugänge aus Changi ab Jahresmitte 1942. Offiziere und Unteroffiziere nach Batu Lintang September 1943. Kommandant Hoshijima Susumi (verurteilt in Labuan, hingerichtet 6. April 1946), von 2200 meist australischen Gefangenen des Sommers 1944 waren ein Jahr später noch sechs am Leben. Verlegt ins 13 km entfernte Ranau (3 Todesmärsche Januar, März und Juni 1945, zusammen 1294 Tote), letztes Massaker am 25.[18]
- Flores, dort starben 2000 Insassen.

Celebes (heute Sulawesi):
- Makassar (heute Ujungpandang)
- Menado, Militärgefängnis und Kaserne
- Pare Pare
- Poso
- Rapang

Java:
- Bandoeng (M; heute: Bandung): Lager in Kasernen des 15. Inf.-Bat.; First Depot Bat.; 134. Depot Bat.; Artilleriekaserne; Soeka Miskin Gefängnis
- Bandoeng (und Umland; Z): 9 Lager u. a. Bantjeuj-Gefängnis;[19] Tjihapit; Cheribon (heute Tjirebon)
- Batavia (M; heute Djakarta)
  - Adek-Gebäude
  - Bicycle Camp, ehemalige Kaserne des 10. Bataillon des KNIL am Koenigplein
  - Buitenzorg
  - Depok
  - Dilaroza-Krankenhaus
  - Glodok-Gefängnis
  - Struswyk-Gefängnis (auch Z)
  - (neue) Kaserne des 10. Bataillon des KNIL
- Batavia (Z)
  - Boekit Doeri-Gefängnis
  - Galoekan
  - Gang Kanario
  - Gen Hauber
  - Kramat Road
  - Matraman Road
  - Meester Cornelius, 2. Lager östlich davon
  - Ngawi
  - Petodjo
  - Soerakarta
  - Tangerang
  - Tenah Abang
  - Tjipinang-Gefängnis
  - Ziekensorg-Krankenhaus
- Djokjakarta (heute: Yogya)
- Ft. Vredenburg
- Malang
- Poerwekerto
- Serang: im Gefängnis und Kino
- Soekaboemi (heute: Sukabumi)
- Surabaya (M)
  - Darmo-Kaserne
  - Grissee (= Gresik)
  - Jaarmarket
  - St. Vincent-Krankenhaus
- Surabaya (Z)
  - Banjoewangi
  - Blambangan
  - Kesilir
  - Malino
  - Pamekssan
  - Tegalsanggar
- Tandjong, 3 Lager

 Kleine Sunda-Inseln:
- Ampenan (Lombok)
- Makoronen
- Maumere
- Oesapa Besar bei Kupang
- Atamboea (bei Timor, heute: Atambua)

Molukken:
- Haroekoe (heute: Pulau Haruku, nahe Ambon), 2 Lager (M)
- Pelauw
- Ambon:
  - Camp Benteng
  - Galala
  - Laha
  - Liang
  - Tentoey (= Tantoei)
  - Victoria-Kaserne (Ambon)
  - Stadtgefängnis Ambon

Bangka: Soengeiliat-Gefängnis, als Strafanstalt
Sumatra:
- Medan 4 Lager
  - Hauptverwaltung der Deli Spoorweg (April/Mai 1942, 14 Z)
  - St. Joseph-Schule
  - Soengeisengkol (18. März 1943 bis 2. Oktober 1944, ca. 700 Z, ab 10. Oktober, 458 M)
- Belawan
  - Uniekampong (April bis Juni 1942, ca. 3600 M, bis Juli 1943 auch 540 Z)
  - Gloegoer II (ehem. Arbeiterunterkunft, erbaut 1913. Juni 1942 bis Juni 1944 1200 M, zuerst die M aus Uniekampong. Verlegung dieser zum Bahnbau. Dann bis 17. Juni 1945 ca. 1250 Frauen und Kinder.)
- Padang, mehrere Lager, meist Z, mehrere tausend im Nieuwe gevangenis. Frauen und Kinder in der Kerkstraat. Militärgefängnis Provoosthuis am Raaffweg ab 1943 Kempeitai-Gefängnis.
- Fort De Kock: Tomi-Gefängnis, 1942 M, dann bis Januar 1945 Z (Männer)
- Koetatjane:
  - Gefängnis (M, 1943)
  - Lawesigalagala (8 ha. Eingerichtet durch Niederländer im Juli 1940 für deutsche Zivilinternierte). 1943 1600 M vor allem koloniale Hilfstruppen. August 1943 bis 15. Oktober 1944 Z (315 Männer; alle über 10-Jährigen nach Si Rengorengo. Separates Frauen- und Kinderlager, 610 nach Belawan.)
- Entlang der zu bauenden Bahnstrecke Pakanbaru-Moera (fertig 15. August 1945; M, zivile Zwangsarbeiter)[20]
- Palembang, 7 Haftorte (M: A-kamp, chinesische Schule 850, B-kamp Mulo-Schule. Sommer 1944 nach Soengeigeroeng), Z: im Westen der Stadt (Poentjak Sekoenin, Boekit Besar u. a.)

insgesamt 123 Haftorte für Z, von denen die meisten nur in der ersten Jahreshälfte bestanden, dann erfolgte Zusammenlegung.

### Portugiesisch-Timor
Obwohl Kolonie eines neutralen Landes wurde Portugiesisch-Timor 1942 von Japan besetzt. Am 24. Oktober 1942 wurden portugiesische Beamte und ihre Familien (etwa 600 Personen) in Liquiçá und Maubara in Lagern interniert.
- Liquiçá (Z)[21]
- Maubara (Z)[21]

### Malaiische Halbinsel
British Malaya bestand aus Fürstentümern unter Protektorat, den Unfederated Malay States sowie den Kolonien Straits Settlements und Singapur. Der japanische Angriff im Südosten richtete sich ab Dezember 1941 gegen dieses britische Machtzentrum, das wegen seiner Naturschätze (Latex, Zinn) wirtschaftlich bedeutend war.
- Alor Star (Kedah)
- Ayer Hitam (Johor)
- Batu Pahat (Johor)
- Insel Bintan
- Beng Nha Hang
- Endau (Johor)
- Jitra (Kedah)
- Kluang (Johor), dazu separates Lager für Inder, die sich nicht der INA anschließen wollten
- Kota Bharu
- Kota Tinggi
- Kualar Kangsar
- Kuala Lumpur
  - A Kaserne an der Ipoh Rd.
  - B (im Westen)
  - C und D in der chinesischen Schule bei der Mühle
  - Chinesische Schule, Batu Rd. (Hauptlager)
- Malakka
- Muar (Johor)
- Pt. Swettenham (heute Selangor)
- Gefängnis von Taiping (Perak)
- Yala

Singapur
Insgesamt 30 Lager, am bekanntesten sind Changi und die Sime Road- und Outram Road-Gefängnisse.